# Cataulacus centrurus
Cataulacus centrurus é uma espécie de formiga do gênero Cataulacus, pertencente à subfamília Myrmicinae.